# José Diego Álvarez
José Diego Álvarez Álvarez (Monforte de Lemos, 1954. november 21. –) spanyol válogatott labdarúgó.

## Pályafutása

### Klubcsapatban
Monforte de Lemosban született Galiciában, de még gyerekkorában Baszkföldre költözött a családjával és Eibarban telepedtek le. Labdarúgó-pályafutását is a helyi csapatban, az SD Eibarban kezdte, ahol három évig játszott a harmadosztályban. 1974 nyarán a Real Sociedad csapatához igazolt, bemutatkozására két hónappal később került sor egy Barcelona elleni bajnokin, melyet 3–2-re megnyertek. Legjobb eredményeit akkor érte el, amikor 1981-ben és 1982-ben bajnoki címeket szerzett a Real Sociedad színeiben. Az 1984–85-ös idény végén. 30 évesen vonult vissza az aktív játéktól.

### A válogatottban
Mindössze egyetlen alkalommal szerepelt a spanyol válogatottban. 1980. március 26-án egy Anglia elleni barátságos mérkőzésen lépett pályára, melyet 2–0 arányban elveszítettek. Részt vett az 1980-as Európa-bajnokságon.

## Sikerei, díjai
Real Sociedad
- Spanyol bajnok (2): 1980–81, 1981–82
- Spanyol szuperkupa (1): 1982

## Külső hivatkozások
- José Diego Álvarez adatlapja a National-Football-Teams.com oldalon (angolul)

- José Diego Álvarez (angol nyelven). eu-football.info
- José Diego Álvarez (angol, katalán, spanyol nyelven). BDFutbol.com
- José Diego Álvarez adatlapja a worldfootball.net oldalon (angolul)